# NGC 2660
NGC 2660 é um aglomerado aberto na direção da constelação de Vela. O objeto foi descoberto pelo astrônomo John Herschel em 1834, usando um telescópio refletor com abertura de 18,6 polegadas. Devido a sua moderada magnitude aparente (+8,8), é visível apenas com telescópios amadores ou com equipamentos superiores. 